# Administración Nacional del Desarrollo Aeroespacial (Corea del Norte)
La Administración Nacional del Desarrollo Aeroespacial (NADA; (en chosŏn'gŭl, 국가우주개발국; en hancha, 國家宇宙開發局) es la oficial agencia espacial de Corea del Norte, sucediendo al Comité Coreano de Tecnología Espacial (KCST). Fue fundada el 1 de abril de 2013.
La base actual para las actividades de la NADA es la Ley de Desarrollo Espacial, en 2013 se aprobó la 7.ª sesión de la 12.ª Asamblea Popular Suprema. La Ley establece los principios norcoreanos de desarrollo pacífico del espacio, determina el cumplimiento de los principios de la ideología Juche  y la independencia, así como el objetivo de resolver los problemas científicos y tecnológicos del espacio para mejorar la economía, la ciencia y la tecnología.
La ley también regula la posición de la NADA y los principios de notificación, seguridad, investigación y posible compensación en relación con los lanzamientos de satélites. La ley exige la cooperación con organismos internacionales y otros países, el principio de igualdad y beneficio mutuo, el respeto al derecho internacional y las normas internacionales para el espacio. La ley también se opone a la militarización del espacio.